# Justicia chloroptera
Justicia chloroptera är en akantusväxtart som beskrevs av John Gilbert Baker. Justicia chloroptera ingår i släktet Justicia och familjen akantusväxter. Inga underarter finns listade i Catalogue of Life.